# Arthromelodes monba
Arthromelodes monba (лат.) — вид жуков-ощупников (Pselaphinae) из семейства стафилиниды. Эндемик Тибета.

## Распространение
Китай, Тибет, Тибетский автономный район, Cona County, Lebu Valley, pass to Mama Vill., 27°50’16”N, 91°45’48”E, на высоте 2400–2700 м.

## Описание
Мелкие коротконадкрылые жуки. Длина тела 2,2 мм. Основная окраска красновато-коричневая. Основные отличия от близких видов: голова усечённая в основании; темя с глубокой поперечной бороздой между усиковыми бугорками и длинным медиобазальным килем, вершинные ямки умеренно крупные и асетозные; усики умеренно удлиненные, антенномеры слабо удлинены или равны длине и ширине, без модификаций. Дискальная полоса надкрылий доходит до 1/4 длины надкрылий. Передние и задние ноги простые, мезотрохантер с апикально расположенным выступом на вентральном крае, среднее бедро с коротким шипиком на дистальной 1/3, средние голени с пучковыми волосками на апикальной 1/3 и длинным апикальным шипиком. Брюшко с крупным тергитом 1 (IV) длиннее тергитов 2—4 (V—VII) вместе взятых в дорсальном виде, тергит 1 (IV) выдается в середину. Эдеагус сильно асимметричен, срединная доля в дорсальном виде заметно широкая по всей длине, дорсальная доля чрезвычайно удлиненная, сильно изогнута вниз апикально, парамеры редуцированы и образуют единую мембранозную структуру.

## Систематика и этимология
Вид был впервые описан в 2022 году китайским энтомологом Zi-Wei Yin (Shanghai Normal University, Шанхай, Китай). Таксон Arthromelodes monba относится к группе видов, центром которой является Arthromelodes championi, отличающихся длинным апикальным шипом средней голени и сильно удлиненной и сильно изогнутой дорсальной долей эдеагуса. Самцы Arthromelodes monba могут быть легко отделены по наличию острого сетчатого хохолка на средних голенях, спинозного среднего бедра, уникальной формы тергальной модификации, а также дорсально выраженной широкой срединной доли эдеагуса.
Название вида Arthromelodes monba дано в честь местного тибетско-бирманского народа Монпа (монба, кит. упр. 门巴族, пиньинь Ménbā Zú).